# Mænade
Mænader er i græsk mytologi betegnelsen for de kvinder, som dyrker Dionysos. De kaldes også bacchantinder i romersk mytologi efter den romerske pendant Bakkus.